# Hugo Stuven Cangas de Onís
Hugo Stuven Cangas de Onís (castellà: Hugo Stuven)  (Valparaíso, 2 de novembre de 1940 - Madrid, 24 d'abril de 2021) fou un realitzador de TV xilè, establert en Espanya des de l'any 1965.

## Biografia
Ingressa en Televisió Espanyola el 1966, treballant com a regidor al costat de Enrique Martí Maqueda. Posteriorment, ja com a ajudant de realització, col·labora amb professionals consagrats de l'emissora com Pilar Miró, Pedro Amalio López i Fernando Navarrete en programes com Antena Infantil, Tarde para todos (1972-1974) i Todo es posible en domingo (1974).
Des de mitjan dècada dels setanta inicia la seva trajectòria com a realitzador, posant-se al capdavant de programes com Más allá, amb Fernando Jiménez del Oso. No obstant això, és en els programes musicals, d'espectacles i varietats en els quals Stuven desplega les seves habilitats, i porten la seva marca espais tan emblemàtics en la història de TVE com a Voces a 45 (1975-1976), amb Pepe Domingo Castaño o Aplauso (1978-1982). Rock and Ríos, mític concert de Miguel Ríos (TVE 1982), "Especial Serrat", amb Joan Manuel Serrat (TVE 1982) "El Rock de una Noche de Verano" Concert de Miguel Ríos s Barcelona (TVE 1983), "Rock en el ruedo" amb Miguel Ríos (TVE 1984), "Especial Camilo Sesto", "Concierto desde Mallorca" (TVE 1983) i "Concierto de Miguel Bosé" (TVE 1983).

### Dècada dels 1980 i 1990
En la dècada dels vuitanta dirigeix Como Pedro por su casa (1985), amb Pedro Ruiz Céspedes i l'especial de Cap d'Any de 1987, "Súper 88" amb Carmen Maura i Arturo Fernández, (molt recordat pels espectadors espanyols per l'anècdota protagonitzada per la cantant italiana Sabrina Salerno, que va mostrar un pit involuntàriament durant la seva actuació) i 1988, amb Martes y 13, "Hola Hola 89".
A més, el 1987-1988, és nomenat per Pilar Miró, en el càrrec de Cap de la Secció de Disseny i Promocions de TVE en la qual es canvia el sistema de Promoció i les capçaleres dels programes. Contracta a Nacho Cano per a les músiques d'algunes capçaleres.
Entre 1989 i 1991 dirigeix els espais Pero... ¿esto qué es?, que va suposar el debut en televisió del duo Cruz y Raya, Ángel Garó, Pepe Viyuela, Faemino y Cansado i Las Virtudes i Caliente, amb Ana Obregón, Rody Aragón i Fofito, ambdós per TVE.
Posteriorment és contractat per les cadenes de televisió privades i realitza, entre altres El Gordo con Irma Soriano (Antena 3, 1993), Uno para todas (1995-1996), amb Goyo González, Popstars (2002), amb Jesús Vázquez Martínez, que es veuria obligat a abandonar en el tercer programa degut a desacords amb la cadena. S'encarrega igualment de les Gales de Miss Espanya des de 1998 a 2002 per a Telecinco, La Gala de la Hispanitat per a Telecinco des de 1999 a 2001, la Gala dels Premis Amigo amb Andreu Buenafuente per a Telecinco (2000), la Gala dels Premis TP d'Or i molts altres programes en directe.

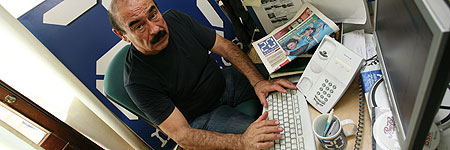
Hugo Stuven el 2006

### Dècada del 2000
També ha treballat amb Jesús Quintero a Ratones coloraos (2002- 2004), de Canal Sur, El loco de la colina (2006), de TVE i La noche de Quintero de TVE (2007). També durant l'any 2008 produeix i dirigeix 5 capítols documentals per a Canuda Sur televisió La guerra de la Independencia en Andalucía amb motiu del bicentenari d'aquest esdeveniment.
Al juliol de 2008, l'ATV li distingeix amb el premi al Millor Realitzador pel programa Ratones coloraos emès per Canal Sud. Continua amb aquest programa durant 2009 i el 2011 realitza la gala Inocente, inocente per Antena 3 presentada per Juan y Medio. El 2012 dirigeix una Gala emesa per TVE on reuneix la majoria dels Humoristes espanyols en un Gran Homenatge a Miguel Gila. El 2013 i 2014, realitza dues temporades del Programa Desexos Cumpridos per Televisió de Galícia (TVG).
En 2014-2015, dirigeix, realitza i és coguionista de tres documentals sobre l'Oli d'Oliva verge extra, titulat El Oro de Andalucía. En aquests Documentals es veuen les noves tècniques olivareres i la posició d'Espanya en el mercat mundial, que fou emès per Canal Sur Televisión.
El curs 2017-2018 comença a fer classes de Realització de Musicals (Teoria i Pràctiques) a l'Institut Oficial de Ràdio Televisió Espanyola (IORTVE).

## Llibres
- Quién te ha visto y quién T.VE Historias de mi tele (2007)